# Johannes Kerkhovenpolder

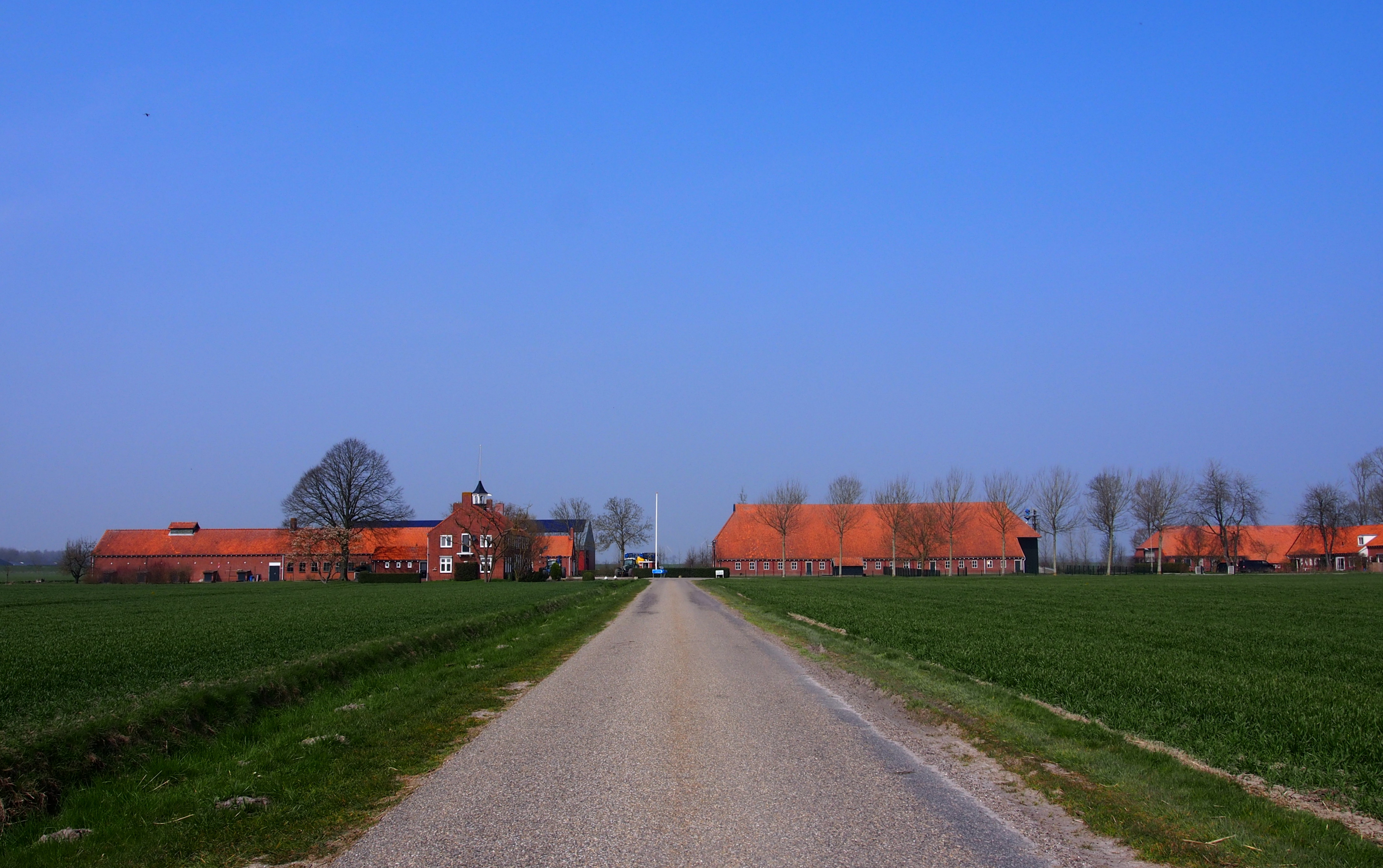
De Johannes Kerkhovenpolder met de bijbehorende gebouwen anno 2015

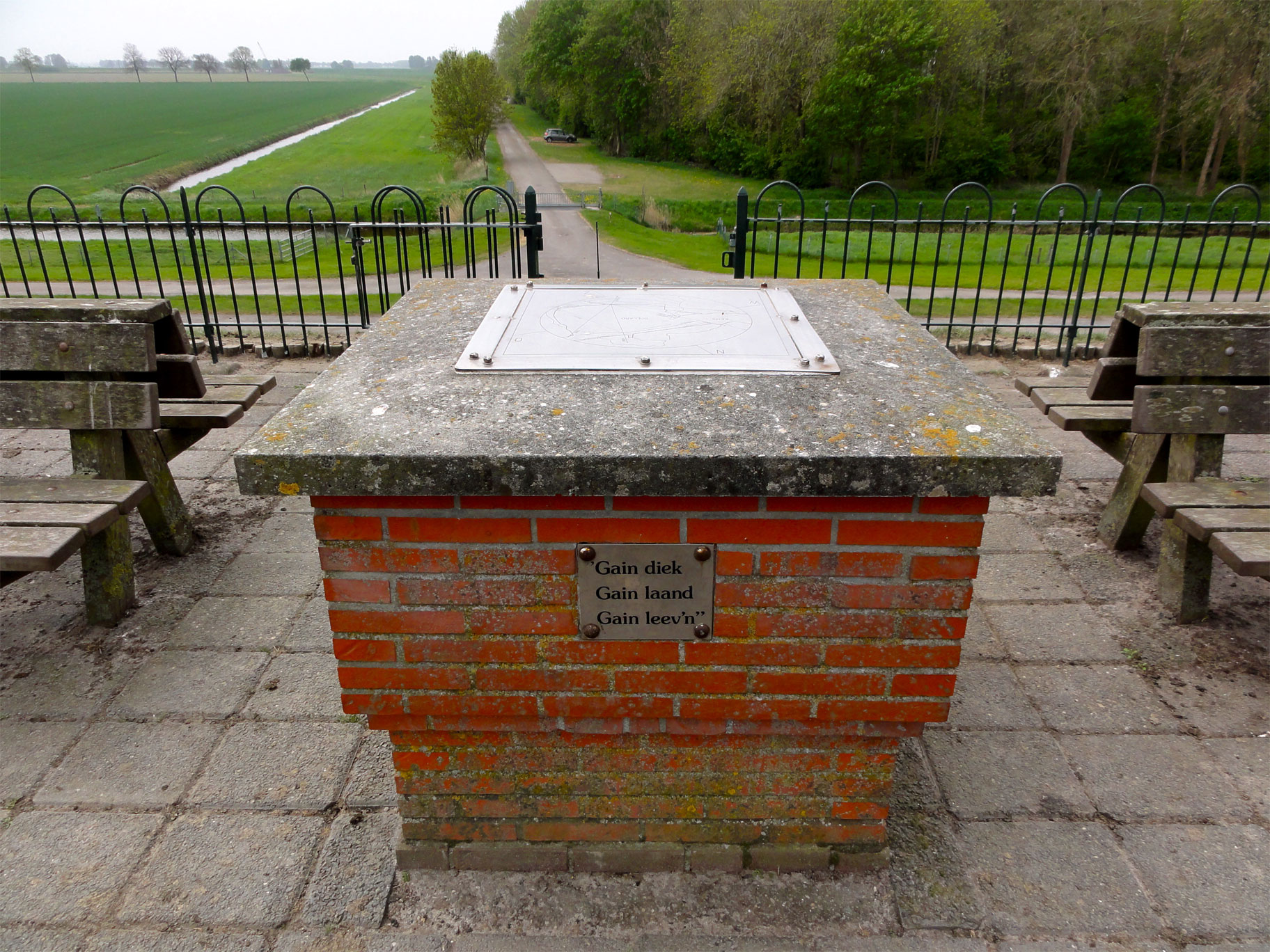
Monument ter herinnering van het op deltahoogte brengen van de zeedijk

De Johannes Kerkhovenpolder is een in de jaren 1875 en 1876 ingepolderd gebied van de Dollard, gelegen in de gemeente Eemsdelta in het noordoosten van de Nederlandse provincie Groningen. De dichtstbijzijnde plaats is Woldendorp. Tot 1990 behoorde de polder tot de gemeente Termunten. 

## Geschiedenis
De gronden voor de inpoldering werden aangekocht door de Amsterdamse bankier Johannes Kerkhoven. Kerkhoven had ambitieuze plannen om een groot gedeelte van de Dollard in te polderen. In tegenstelling tot oudere inpolderingen werd niet gewacht tot de kweldervorming zo ver was gevorderd dat deze niet meer bij hoogwater onderstroomde. De polder werd al in een vroegere fase ingedijkt.
Johannes Kerkhoven was al overleden toen zijn erfgenamen in 1875 begonnen met de daadwerkelijke inpoldering van het gebied. In 1876 werd de polder gesloten door een oud kofschip in het laatste dijkgat tot zinken te brengen. Er bleek bij de aanleg gesjoemeld te zijn. Om geld uit te sparen had de aannemer op sommige plaatsen kunstgrepen toegepast om minder klei te hoeven te gebruiken. Nadat de dijk driemaal was doorgebroken werd in 1883 een nieuw stuk dijk aangelegd voor het overstroomde gedeelte. De knik in de dijk ter hoogte van kilometerpaal 11 is hiervan het gevolg. Daarna is het land in productie genomen en werden er onder meer aardappels, tarwe, suikerbieten en luzerne verbouwd. De polder werd geëxploiteerd door vier agrarische bedrijven. Tijdens de Tweede Wereldoorlog werden deze boerderijen door de Duitse bezetters in brand gestoken.
Na de oorlog werd in de jaren 1949 t/m 1952 een centraal gelegen modelboerderij aangelegd door de architect Nanno Jakob Kruizinga en de tuinarchitect Mien Ruys met beeldhouwwerk van Louise Beijerman. In 2007 werd dit gebouwencomplex aangewezen als rijksmonument in het kader van het naoorlogse herrezen Nederland. In dit kader werden 100 monumenten uit de jaren van de wederopbouw na de Tweede Wereldoorlog aangewezen als rijksmonument.

### Waterschap
In 1874 werd het waterschap dat de polder moest gaan beheren opgericht. Naast het onderhoud van de zeedijk had het schap ook de afvoer van het water tot taak. In de meest noordelijke punt van het gebied stond het gemaal, dat rechtstreeks op de Eems uitsloeg. Op dit punt staat nog steeds een gemaal, dat tegenwoordig echter uitslaat op het kanaal dat in verbinding staat met het gemaal in Fiemel. 
Waterstaatkundig gezien ligt het gebied sinds 2000 binnen dat van het waterschap Hunze en Aa's.

### Deltahoogte
In 1983 tot en met 1986 werden de zeedijken in opdracht van het waterschap Fiemel langs de Dollard van de Johannes Kerkhovenpolder en van de aangrenzende Carel Coenraadpolder op deltahoogte (NAP + 9,10 meter) gebracht. Een monument in de omgeving van kilometerpaal 4 herinnert aan dit feit.

## Trivia
De Johannes Kerkhoven speelt een belangrijke rol in de historische roman van Hella Haase, Heren van de thee (1992).